# Cercyon analis
Cercyon analis är en skalbaggsart som först beskrevs av Gustaf von Paykull 1798.  Cercyon analis ingår i släktet Cercyon och familjen palpbaggar. Arten är reproducerande i Sverige. Inga underarter finns listade i Catalogue of Life.